# Paix de Callias

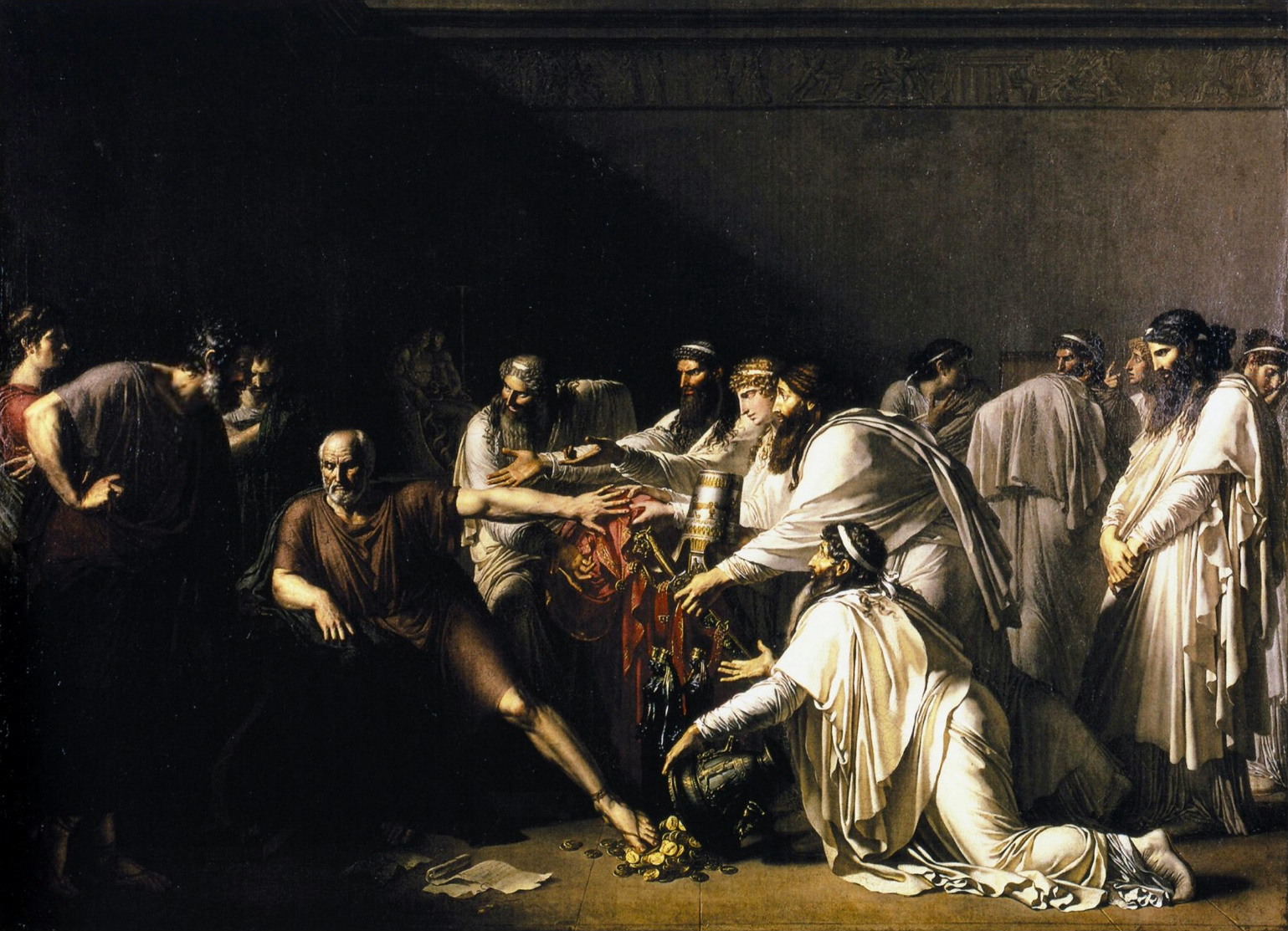
Hippocrate refusant les présents d'Artaxerxès.

La paix de Callias est un traité conclu en 449 av. J.-C. par lequel l'Empire achéménide et les Grecs mettent fin aux guerres médiques après la victoire d'Athènes à Salamine de Chypre la même année. Elle porte le nom de Callias, l'homme politique athénien qui l'aurait négociée. Son existence est contestée depuis l'Antiquité et fait encore aujourd'hui l'objet d'un vif débat parmi les historiens.

## Histoire
Le contenu du traité est rapporté par plusieurs sources. Selon Plutarque, le roi s'engage « à toujours rester à une étape de cheval de la mer grecque et à ne pas circuler avec de longs navires ou des navires à éperon de bronze entre les îles Cynaées et les îles Chélidoniennes. » Il ajoute que d'après Callisthène, « ces conditions ne furent pas stipulées par un traité : le Barbare adopta cette attitude à cause de la peur que lui avait inspirée » la bataille de l'Eurymédon. Plutarque lui-même utilise comme source un texte appartenant à une collection de décrets rassemblés par le général macédonien Cratère au IIIe siècle av. J.-C. Pour Diodore de Sicile, la paix de Callias impose aux Perses de reconnaître l'autonomie des cités grecques d'Asie mineure. Aucun satrape ne doit envoyer de troupes à moins de trois jours de marche des côtes, et aucun navire de guerre perse ne doit pénétrer dans les eaux entre Phasélis et les îles Cyanées.
La réalité de cette paix est discutée : les sources du Ve siècle, Thucydide en particulier, n'en parlent pas : la première allusion remontant au Panégyrique d'Isocrate, qui date de -380 environ. Le traité de Callias est gravé au milieu du IVe siècle à Athènes pendant que les Athéniens revisitent et réinterprètent le siècle précédent. Théopompe dénonce le traité explicitement comme un faux. On a également avancé que les Achéménides n'ont pas pour habitude de conclure des traités de ce type.
Inversement, on a fait valoir que les sources anciennes sont relativement cohérentes entre elles, ce qui rend peu crédible l'idée d'une invention de toutes pièces d'un texte au IVe siècle av. J.-C.